# Scirpus
Scirpus is een geslacht van vochtminnende grasachtige soorten uit de cypergrassenfamilie (Cyperaceae). Scirpus heeft volledige bloemen, die in aren staan. De bloeiwijzen, bestaande uit pluimen met aren, staan in de oksel van schutbladen, meestal dicht op elkaar staand aan de top van een bloeistengel. De soorten van dit geslacht komen voor in de gematigde delen van het Noordelijk Halfrond en in Zuid-Amerika.

## Bloemen en bloeiwijzen
Het geslacht Scirpus heeft volledige, tweeslachtige bloemen, die in de oksel van een schutblad op de as (rachilla) van een aar staan. De volledige bloeiwijze bestaat uit meerdere aren.

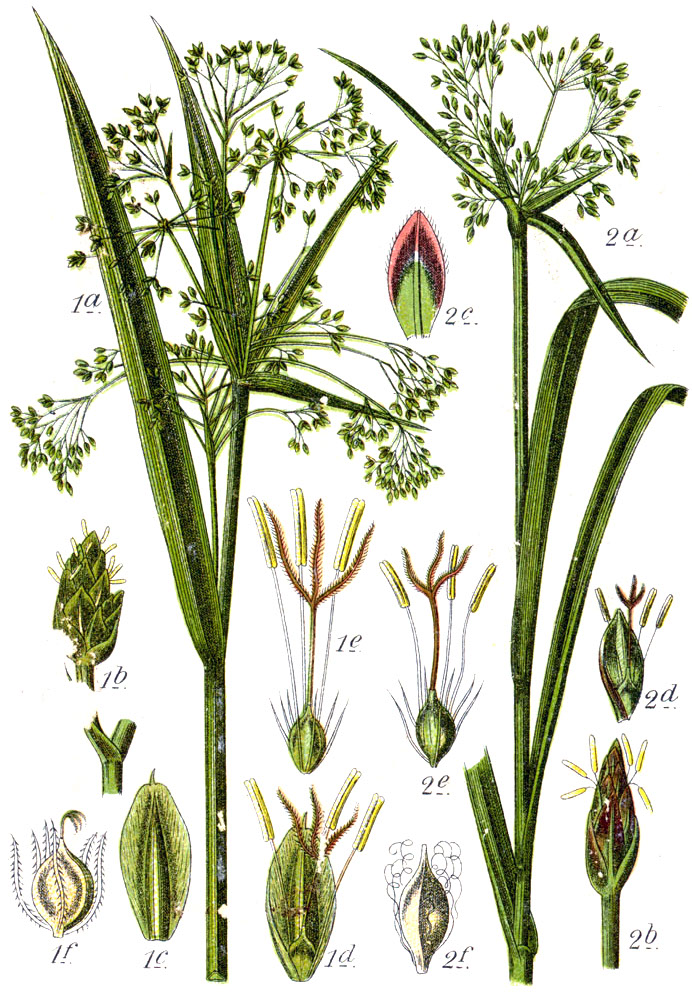
1: Scirpus radicans, en 2: Bosbies (Scirpus sylvaticus)
1a/2a: samengestelde bloeiwijze; 1b/2b: bloeiend aartje; 1c/2c: kafje buitenzijde; 1d/2d; kafje binnenzijde met bloem; 1e/2e: bloem; 1f/2f: vruchtje

De soorten van het geslacht Scirpus hebben tweeslachtige bloemen met, van buiten naar binnen, een uit zes borstelvormige bloemdekbladen bestaand bloemdek, daarbinnen drie meeldraden en centraal een stamper, bestaande uit een vruchtbeginsel, stijl en stempels.
De bloemen zijn ongesteeld en staan in aren in de oksel van een kafje. De aren met bloemen staan in de oksel van een bractee of schutblad op een rachilla (aarsteel), met om de inplanting van de rachilla een cladoprofyllum. Deze aren staan weer in samengestelde bloeiwijzen: synflorescentie.
Bij de cypergrassen is een grote variatie in de bouw van de bloemen en van de bloeiwijzen.
De geslachtengroep (tribus) Scirpeae, waartoe onder andere het geslacht Scirpus behoort, is de zustergroep van de geslachtengroep Cariceae met de zegges (Carex) als enige geslacht. In tegenstelling tot de Scirpeae hebben de Cariceae eenslachtige bloemen.

## Soorten
- Scirpus ancistrochaetus Schuyler
- Scirpus angustisquamis Beetle
- Scirpus atrocinctus Fernald
- Scirpus atrovirens Willd.
- Scirpus chunianus Tang & F.T.Wang
- Scirpus colchicus Kimer.
- Scirpus congdonii Britton
- Scirpus cyperinus (L.) Kunth
- Scirpus dialgamensis Majeed Kak & Javeid
- Scirpus dichromenoides C.B.Clarke
- Scirpus diffusus Schuyler
- Scirpus divaricatus Elliott
- Scirpus expansus Fernald
- Scirpus flaccidifolius (Fernald) Schuyler
- Scirpus fragrans Ruiz & Pav.
- Scirpus fuirenoides Maxim.
- Scirpus georgianus R.M.Harper
- Scirpus hainanensis S.M.Huang
- Scirpus hattorianus Makino
- Scirpus huae T.Koyama
- Scirpus karuisawensis Makino
- Scirpus kimsonensis N.K.Khoi
- Scirpus kunkelii Barros
- Scirpus lineatus Michx.
- Scirpus longii Fernald
- Scirpus lushanensis Ohwi
- Scirpus maximowiczii C.B.Clarke
- Scirpus melanocaulos Phil.
- Scirpus microcarpus J.Presl & C.Presl
- Scirpus mitsukurianus Makino
- Scirpus molinianus Beetle
- Scirpus orientalis Ohwi
- Scirpus pallidus (Britton) Fernald
- Scirpus pedicellatus Fernald
- Scirpus pendulus Muhl.
- Scirpus petelotii Gross
- Scirpus polyphyllus Vahl
- Scirpus polystachyus F.Muell.
- Scirpus radicans Schkuhr
- Scirpus reichei Boeckeler
- Scirpus rosthornii Diels
- Scirpus spegazzinianus Barros
- Scirpus sylvaticus L. - Bosbies
- Scirpus ternatanus Reinw. ex Miq.
- Scirpus trachycaulos Phil.
- Scirpus wichurae Boeckeler

## Hybriden
- Scirpus × celakovskyanus Holub
- Scirpus × peckii Britton

... · 
Blysmus · 
Bolboschoenus · 
Carex (Zegge) · 
Cladium · 
Cyperus (Cypergras) · 
Eleocharis (Waterbies) · 
Eleogiton · 
Eriophorum (Wollegras) · 
Isolepis · 
Rhynchospora · 
Schoenoplectus (Bies) · 
Schoenus · 
Scirpoides · 
Scirpus · 
Trichophorum · 
...